# Gabe York
Gabe York (West Covina, 2 agosto 1993) è un cestista statunitense.

## Statistiche

### NCAA
| Anno      | Squadra          | PG  | PT | MP   | TC%  | 3P%  | TL%  | RP  | AP  | PRP | SP  | PP   |
| --------- | ---------------- | --- | -- | ---- | ---- | ---- | ---- | --- | --- | --- | --- | ---- |
| 2012-2013 | Arizona Wildcats | 15  | 0  | 5,8  | 40,6 | 34,8 | 50,0 | 0,3 | 0,6 | 0,1 | 0,0 | 2,4  |
| 2013-2014 | Arizona Wildcats | 38  | 12 | 21,8 | 37,1 | 38,5 | 67,3 | 2,2 | 1,6 | 0,5 | 0,1 | 6,7  |
| 2014-2015 | Arizona Wildcats | 37  | 13 | 23,1 | 44,0 | 40,0 | 81,1 | 2,1 | 1,2 | 0,6 | 0,4 | 9,2  |
| 2015-2016 | Arizona Wildcats | 34  | 34 | 33,3 | 42,2 | 42,1 | 75,6 | 3,2 | 2,2 | 0,9 | 0,3 | 15,0 |
| Carriera  | Carriera         | 124 | 59 | 23,4 | 41,4 | 40,2 | 75,0 | 2,2 | 1,5 | 0,6 | 0,2 | 9,2  |

#### Massimi in carriera
- Massimo di punti: 32 vs Stanford (5 marzo 2016)[1]
- Massimo di rimbalzi: 10 vs Colorado-Boulder (22 febbraio 2014)
- Massimo di assist: 6 (2 assist)
- Massimo di palle rubate: 4 vs Northern Arizona (23 dicembre 2013)
- Massimo di stoppate: 3 vs California-Irvine (19 novembre 2014)
- Massimo di minuti giocati: 55 vs Southern California (9 gennaio 2016)

### NBA

#### Regular season
| Anno      | Squadra        | PG | PT | MP   | TC%  | 3P%  | TL%  | RP  | AP  | PRP | SP  | PP  |
| --------- | -------------- | -- | -- | ---- | ---- | ---- | ---- | --- | --- | --- | --- | --- |
| 2021-2022 | Indiana Pacers | 2  | 0  | 10,5 | 28,6 | 16,7 | 60,0 | 1,0 | 2,0 | 1,0 | 0,5 | 4,0 |
| 2022-2023 | Indiana Pacers | 3  | 0  | 18,7 | 38,1 | 33,3 | 100  | 2,0 | 1,7 | 0,7 | 0,0 | 8,0 |
| Carriera  | Carriera       | 5  | 0  | 15,4 | 35,7 | 29,2 | 71,4 | 1,6 | 1,8 | 0,8 | 0,2 | 6,4 |

#### Massimi in carriera
- Massimo di punti: 9 vs New York Knicks (5 aprile 2023)[2]
- Massimo di rimbalzi: 5 vs Detroit Pistons (7 aprile 2023)
- Massimo di assist: 3 vs Detroit Pistons (7 aprile 2023)
- Massimo di palle rubate: 2 vs Brooklyn Nets (10 aprile 2022)
- Massimo di stoppate: 1 vs Philadelphia 76ers (9 aprile 2022)
- Massimo di minuti giocati: 29 vs Detroit Pistons (7 aprile 2023)

### G League
| Anno      | Squadra         | PG  | PT  | MP   | TC%  | 3P%  | TL%  | RP  | AP  | PRP | SP  | PP   |
| --------- | --------------- | --- | --- | ---- | ---- | ---- | ---- | --- | --- | --- | --- | ---- |
| 2016-2017 | Erie BayHawks   | 44  | 35  | 32,6 | 43,6 | 36,1 | 83,7 | 4,2 | 3,7 | 1,3 | 0,2 | 15,8 |
| 2018-2019 | Lakeland Magic  | 41  | 32  | 29,2 | 42,3 | 36,8 | 85,1 | 3,1 | 3,0 | 1,0 | 0,0 | 16,4 |
| 2021-2022 | F.W. Mad Ants   | 43  | 36  | 36,2 | 41,2 | 33,8 | 85,9 | 4,3 | 4,5 | 2,3 | 0,1 | 21,0 |
| 2022-2023 | F.W. Mad Ants   | 44  | 32  | 33,5 | 44,8 | 39,2 | 81,8 | 4,3 | 4,0 | 1,9 | 0,2 | 22,1 |
| 2023-2024 | G League Ignite | 19  | 17  | 33,5 | 42,2 | 32,1 | 83,9 | 4,7 | 3,5 | 1,5 | 0,3 | 15,9 |
| Carriera  | Carriera        | 191 | 152 | 33,0 | 42,8 | 36,0 | 83,9 | 4,1 | 3,8 | 1,6 | 0,2 | 18,6 |

## Palmarès

### Individuale
- Basketball Champions League Second Best Team

Bayreuth: 2017-18
- Jason Collier Sportsmanship Award (2019)